# Park Maksimir
Park-šuma Maksimir, prva u jugoistočnoj Europi, otvorena je 1794. godine na inicijativu biskupa Maksimilijana Vrhovca. Godine 1839. dao ju je urediti u engleskom pejzažnom stilu biskup Juraj Haulik. Arhitektonski objekti većinom su djela graditelja Franje Schüchta. U parku od 316 hektara je očuvana flora i fauna nizinskih šuma, a u njemu se nalazi i pet jezera (što prirodnih, što umjetnih).
Na južnom kraju park-šume nalazi se Zoološki vrt grada Zagreba.
Ime parka nose i gradska četvrt koja obuhvaća teritorij obližnjih gradskih naselja, i stadion GNK Dinama.
U parku Maksimiru raste hrast lužnjak poznat kao "Dedek", starosti oko 600 godina. Nalazi se u blizini Mogile.

## Istaknutiji objekti
- Švicarska kuća (sagrađena 1842., obnovljena 2005.),
- Vidikovac Kiosk (najistaknutiji objekt perivoja), sagrađen 1843.,
- Paviljon Jeka (sagrađen 1840., obnovljen 2001.),
- Kapelica sv. Jurja (sagrađena 1880.).
- Sokolska mogila, uzdignuti humak, podignut u spomen tisućugodišnjice Hrvatskog kraljevstva 1925. godine i to od zemlje i kamena iz svih naselja i povijesnih mjesta u Hrvatskoj i svijetu gdje žive Hrvati.[3]
- Obelisk, podignut u čast dovršetka parka
- Ribarska koliba (ili Sjenica od breze), drvena koliba građena od 1853. do 1862.

## Zaštita
Park-šuma je zaštićeno kulturno dobro.

## Galerija
- Glavni ulaz
- Park-šuma Maksimir
- Zoološki vrt grada Zagreba
- Mogila
- Ribarska koliba
- Hrast lužnjak poznat kao "Dedek" star 600 godina